# Feel the Noise - A tutto volume
Feel the Noise - A tutto volume è un film del 2007 diretto da Alejandro Chomski.
Il film è in uscita nelle sale italiane il 13 giugno 2008, su distribuzione Mediafilm.

## Trama
Un rapper di Harlem di nome Rob cerca di raggiungere il padre, che non ha mai conosciuto e che vive in un quartiere a Porto Rico altrettanto nuovo per lui. Qui si appassiona per il Reggaeton, un misto di hip-hop, reggae e musica latino-americana. Porto Rico ne è la "casa spirituale", e spinge Rob e il suo fratellastro Javi ad inseguire il loro sogno di diventare stars del Reggaeton. Insieme ad una ballerina di nome C.C., imparano cosa significa essere se stessi anche nel relazionarsi agli altri, nonostante i vari ostacoli in amore e l'orgoglio.

## Produzione

### Riprese
Il film è stato girato negli Stati Uniti a New York.

## Distribuzione

### Data di uscita
- USA: 5 ottobre 2007
- Grecia: 31 marzo 2008 (DVD première)
- Finlandia: 11 giugno 2008 (DVD première)
- Italia: 13 giugno 2008
- Belgio: 30 luglio 2008
- Paesi Bassi: Agosto 2008

## Accoglienza

### Incassi
Il film ha avuto un successo al botteghino, incassando la notevole cifra di 5.867.786 di dollari negli Stati Uniti.

## Promozione
(Tagline del film)